# Yves Marguerat
Pour les articles homonymes, voir Marguerat.
Pour un article plus général, voir Abus sexuel sur mineur.
Yves Marguerat,  né le 26 août 1943 à Paris et mort le 20 février 2023 à Créteil,, est un chercheur français condamné, en 2009, à 12 ans de réclusion criminelle pour des viols sur des enfants des rues au Togo sous couvert d'activités humanitaires.

## Biographie
Yves Marguerat a envisagé dans un premier temps de se consacrer à la prêtrise, il est agrégé de géographie et spécialiste du développement urbain. Après 1978, il s'installe à Lomé au Togo pendant 16 ans. Il y travaille pour l'Orstom, devenu l'Institut de recherche pour le développement (IRD),.

### Agressions sexuelles
À Lomé, il s'intéresse au devenir des enfants des rues mais uniquement aux garçons considérant que les filles peuvent toujours vivre en se prostituant. Il affirme avoir fondé en 1982 un foyer pour les jeunes garçons, dirigé par Sœur Janine. Toutefois Yves Marguerat reçoit aussi des enfants chez lui.
Il est arrêté en février 2005 et inculpé de « viols sur mineurs de moins de quinze ans », commis à Lomé.
En septembre 2007, est jugé par la cour d'assises des Hauts-de-Seine pour des viols sur deux enfants entre 1991 et 1995 à Lomé, au Togo,.
En 2011, il est condamné à 12 ans de réclusion criminelle pour viols sur les deux mineurs entre 1991 et 1995, à Lomé.

### Témoignage lors du procès de François Lefort
Lors du procès pour pédophilie du prêtre François Lefort, Yves Marguerat, un des membres les plus actifs de son comité de soutien, vient témoigner en faveur de l'accusé. Ainsi, il explique à la cour : « S'il y a contrainte, il y a viol, si l'enfant accepte de l'argent, parce qu'il a faim, ce n'est pas un viol ». Pour Yves Marguerat les enfants sont « intelligents et psychologues », ils savent détecter les pédophiles, une personne en qui ils ont confiance ne les viole pas « c'est idiot ». Des enfants prostitués peuvent être « consentants ».

## Publications
- Yves Marguerat et Tchitchékou Pelei, Si Lomé m'était contée--: dialogues avec les vieux Loméens, Presses de l'Université du Bénin, 1992 (ISBN 978-2-909886-11-4, lire en ligne).
- Yves Marguerat, Trésors cachés du vieux Lomé : l'architecture populaire ancienne de la capitale du Togo, Lomé, Ed. Haho, 1993, 159 p. (ISBN 2-906718-37-8)
- Yves Marguerat, « Histoire et Société urbaine : les années anglaises de Lomé (1914-1920) », Cahiers d'Études africaines, vol. 39, no 154,‎ 1999, p. 409-432.